# 켄투리아 민회
켄투리아 민회(Comitia Centuriata)는 고대 로마의 민회 중 하나이다. 군사적 단위였던 켄투리아를 사회 제도로 전환시켜 민의를 정한다는 국민위원회로서의 기능을 가지게 했다.

## 개요
전해 오는 바에 따르면 로마 왕정 시대에 제6대 세르비우스 툴리우스 왕은 로마 군을 구성하는 모든 시민을 재산에 따라 6개의 계급으로 나누었다. 그리고 또한 그 계급별로 세세하게 구분하여 총 193개의 ‘켄투리아’로 나눈 것에서 기원한다고 한다. 그러나 실제로는 기원전 5세기 무렵에 형성된 것이 아닐까 추측되고 있다.
각 켄투리아 단위로 투표를 해 집정관, 법무관 중요한 재판, 전쟁 등 시정의 중요 사항이 토의되었다. 이처럼 군사 조직과 시정 운영이 묶여 있었기 때문에 로마 시민 형성한 공동체가 전쟁을 통한 호플리테스 공동체로서의 성격을 가지고 있었다는 것을 알 수 있다. 하나의 켄투리아는 ‘백’이라는 의미에도 불구하고, 절대적으로 100명의 정원 충족되지 않으면 안 되는 것이 아니라, 오히려 재산에 따라 나누어진 6개 계급의 구별이 우선되었고, 거기에서 각각의 켄투리아로 균등하게 배분되었다.
고대 로마에서는 군대가 포메리움이라는 로마 성벽 내에 들어가는 것이 예로부터 금지되었다. 원래 이 국민위원회의 성립이 군사 조직이었기 때문에 시내에서 켄투리아 민회를 여는 것이 금지되어 있었다. 그 대신 로마 지역의 캄푸스 마루티우스(Campus Martius, 마르스의 땅)라는 곳에서 개최되었다. 그러나 시대가 바뀌며 로마의 거주지 범위가 확산되었고, 캄푸스 마루티우스가 실질적으로 로마 시내가 되어 이곳에서 개최되었다.
투표권은 시민 각자에게 있던 것은 아니었고, 하나의 켄투리아에 하나의 투표권이 있었다. 그 투표 의사는 각 켄투리아에 달려 있었고, 따라서 계급에서 분리된 켄투리아는 그 계급의 대다수의 의견이 반영되었다. 그러나 193개 중 98개가 귀족 등 부유층에 의해 이루어지고 있었기 때문에 가난한 계급의 의견이 국민위원회에서 반영되는 일은 거의 없었다.
공화정 후기가 되면서, 켄투리아 민회는 예전과 같은 법안을 만드는 조직으로서의 기능은 거의 완수되었고, 야심있는 사람이 쿠르수스 호노룸이라는 승진을 위한 공직 투표를 실시하는 역할을 하는 기관 정도로 위상이 축소되었다.

## 같이 보기
- 로마의 민회
- 쿠리아 민회
- 플레브스 민회
- 트리부스 민회